# Buckland (Hertfordshire)
Pour les articles homonymes, voir Buckland.
Buckland est un village et une paroisse civile du Hertfordshire, en Angleterre. Il est situé dans le nord du comté, à 9 km au sud de la ville de Royston, sur la route A10 (en). Administrativement, il relève du district du East Hertfordshire. Au recensement de 2011, il comptait 274 habitants et au recensement de 2021, il comptait 271 habitants.
L'église paroissiale de Buckland, dédiée à saint André, remonte au XIVe siècle. Elle est monument classé de grade II* depuis 1967.

## Étymologie
Le nom Buckland provient des éléments vieil-anglais bōc et land. C'est un toponyme courant en Angleterre pour désigner un domaine (land) bénéficiant de certains droits et privilèges octroyés par une charte (bōc).